# N.O.E.
N.O.E. (Na, operativ entfernt?) war eine Deutschpunkband aus Delitzsch bei Leipzig. Gegründet wurde N.O.E. 1992 von Ötsch (Gitarre; Gesang), Zonk (Bass; Gesang) und Kord (Schlagzeug), später kam Boss (Keyboard; Mundharmonika u. a.) hinzu. Die Besetzung der Band blieb bis zu ihrer Auflösung 1998 in dieser Konstellation bestehen.
Es wurden vier Alben und zwei EPs veröffentlicht. Obwohl einige Deutschpunkbands schon vereinzelt Keyboards verwendeten, machten N.O.E. die exzessive Verwendung des Keyboards im Deutschpunk populär. Die Texte von N.O.E. handeln von Liebeskummer, Krieg, Faschismus, Revolution und anderen Brennpunkten und Streitthemen. Interessant ist, dass N.O.E. zu den wenigen deutschen Punkbands gehörten, die keine Parolen in ihren Texten verwenden. Die Lieder von N.O.E. sind musikalisch ausgefeilt und abwechslungsreich. Dazu trägt besonders bei, dass die Band viele unterschiedliche Instrumente wie zum Beispiel ein Banjo (verwendet in Hippiekiller) in ihre Lieder einbringen. Außerdem stoßen sie des Öfteren in die Welt des Ska vor, zum Beispiel in Jean Pütz, und schlagen manchmal auch ruhige Töne an wie in Es ist fraglich.
Am 14. Mai 2011 gaben N.O.E. im Rahmen des Festivals „20 Jahre No Exit“ im Hof 23 in Berlin ein einmaliges Konzert.

## Diskografie
- 1992 – Die Welt ist krank (Tape, Demo)
- 1993 – Schatten des Wahnsinns (Tape, Demo)
- 1994 – Nie Genug (Tape, Demo)
- 1995 – Deutsche Fratze (CD/LP, Nasty Vinyl)
- 1996 – Allergiker gegen Pollen (EP, Nasty Vinyl)
- 1996 – So endet Deutschland (Split-EP mit Fluchtweg, Tollshock Records)
- 1997 – Rattenpapst Udo Lindenberg / „es ist alles nur geliehen“ (Split-CD mit den Lost Lyrics, Nasty Vinyl)
- 1998 – Handypunk (CD/LP, Nasty Vinyl)
- 1999 – Fick die Erinnerung (Wolverine Records) – Postume Abschieds-CD mit zuvor unveröffentlichten Liedern, Videotrack und  N.O.E.-Covern von Bands wie Fluchtweg, No Exit, Dödelhaie, Die Tornados